# Nicaragua az 1992. évi nyári olimpiai játékokon
Nicaragua a spanyolországi Barcelonában megrendezett 1992. évi nyári olimpiai játékok egyik részt vevő nemzete volt. Az országot az olimpián 6 sportágban 8 sportoló képviselte, akik érmet nem szereztek.

## Atlétika
Férfi
| Versenyző       | Versenyszám | Döntő   | Döntő    |
| Versenyző       | Versenyszám | Idő     | Helyezés |
| --------------- | ----------- | ------- | -------- |
| William Aguirre | Maraton     | 2:34:18 | 73.      |

## Birkózás
Szabadfogású
| Versenyző         | Versenyszám | Csoportkör                                                                      | Csoportkör | Helyosztók        | Helyosztók        | Helyosztók        | Bronz- mérkőzés   | Döntő             | Helyezés    |
| Versenyző         | Versenyszám | Csoportkör                                                                      | Csoportkör | 9. helyért        | 7. helyért        | 5. helyért        | Bronz- mérkőzés   | Döntő             | Helyezés    |
| Versenyző         | Versenyszám | Ellenfél Eredmény                                                               | Hely.      | Ellenfél Eredmény | Ellenfél Eredmény | Ellenfél Eredmény | Ellenfél Eredmény | Ellenfél Eredmény | Helyezés    |
| ----------------- | ----------- | ------------------------------------------------------------------------------- | ---------- | ----------------- | ----------------- | ----------------- | ----------------- | ----------------- | ----------- |
| Magdiel Gutiérrez | 100 kg      | B csoport · Kiss Sándor (HUN) · 0-16 · Andrzej Radomski (POL) · 0-7 (kétvállas) | 6.         | kiesett           | kiesett           | kiesett           | kiesett           | kiesett           | helyezetlen |

## Kerékpározás

### Országúti kerékpározás
Női
| Versenyző   | Versenyszám   | Idő              | Helyezés         |
| ----------- | ------------- | ---------------- | ---------------- |
| Olga Sacasa | Mezőnyverseny | nem állt rajthoz | nem állt rajthoz |

### Pálya-kerékpározás
Sprintversenyek
| Versenyző   | Versenyszám | Selejtező | Selejtező | 1. forduló                                               | 1. forduló       | Vigaszág             | Vigaszág | Negyeddöntő          | 5–8. helyért           | 5–8. helyért | Elődöntő             | Döntő                | Helyezés    |
| Versenyző   | Versenyszám | Idő       | Hely.     | Ellenfelek Győztes idő                                   | Hely.            | Ellenfél Győztes idő | Hely.    | Ellenfél Győztes idő | Ellenfelek Győztes idő | Hely.        | Ellenfél Győztes idő | Ellenfél Győztes idő | Helyezés    |
| ----------- | ----------- | --------- | --------- | -------------------------------------------------------- | ---------------- | -------------------- | -------- | -------------------- | ---------------------- | ------------ | -------------------- | -------------------- | ----------- |
| Olga Sacasa | Női egyéni  | 14,061    | 12.       | Tanya Dubnicoff (CAN) · Galina Yenyukhina (EUN) · 12,416 | nem állt rajthoz | kiesett              | kiesett  | kiesett              | kiesett                | kiesett      | kiesett              | kiesett              | helyezetlen |

Üldözőversenyek
| Versenyző   | Versenyszám              | Selejtező | Selejtező | Negyeddöntő  | Negyeddöntő | Negyeddöntő | Elődöntő     | Elődöntő  | Elődöntő | Döntő        | Döntő     | Helyezés |
| Versenyző   | Versenyszám              | Idő       | Hely.     | Ellenfél Idő | Saját idő   | Hely.       | Ellenfél Idő | Saját idő | Hely.    | Ellenfél Idő | Saját idő | Helyezés |
| ----------- | ------------------------ | --------- | --------- | ------------ | ----------- | ----------- | ------------ | --------- | -------- | ------------ | --------- | -------- |
| Olga Sacasa | Női egyéni üldözőverseny | 4:32,671  | 16.       | kiesett      | kiesett     | kiesett     | kiesett      | kiesett   | kiesett  | kiesett      | kiesett   | 16.      |

## Ökölvívás
| Versenyző    | Versenyszám | Selejtező                            | Nyolcaddöntő             | Negyeddöntő       | Elődöntő          | Döntő             | Helyezés |
| Versenyző    | Versenyszám | Ellenfél Eredmény                    | Ellenfél Eredmény        | Ellenfél Eredmény | Ellenfél Eredmény | Ellenfél Eredmény | Helyezés |
| ------------ | ----------- | ------------------------------------ | ------------------------ | ----------------- | ----------------- | ----------------- | -------- |
| Eddy Sáenz   | Pehelysúly  | Victoriano Damián Sosa (DOM) · 14-23 | kiesett                  | kiesett           | kiesett           | kiesett           | 17.      |
| Mario Romero | Váltósúly   | Shah Khyber (PAK) · 7-2              | Andreas Otto (GER) · RSC | kiesett           | kiesett           | kiesett           | 9.       |

RSC - a játékvezető megállította a mérkőzést

## Sportlövészet
Férfi
| Versenyző     | Versenyszám | Selejtező | Selejtező | Döntő   | Döntő    |
| Versenyző     | Versenyszám | Pont      | Helyezés  | Pont    | Helyezés |
| ------------- | ----------- | --------- | --------- | ------- | -------- |
| Norman Ortega | Légpisztoly | 570       | 35.*      | kiesett | kiesett  |

* - három másik versenyzővel azonos eredményt ért el

## Súlyemelés
| Versenyző       | Versenyszám | Szakítás                 | Szakítás                 | Lökés    | Lökés    | Összesen | Helyezés |
| Versenyző       | Versenyszám | Eredmény                 | Helyezés                 | Eredmény | Helyezés | Összesen | Helyezés |
| --------------- | ----------- | ------------------------ | ------------------------ | -------- | -------- | -------- | -------- |
| Alvaro Marenco  | 52 kg       | 95,0                     | 16.                      | 125,0    | 10.      | 220,0    | 11.      |
| Orlando Vásquez | 56 kg       | érvényes kísérlet nélkül | érvényes kísérlet nélkül | kiesett  | kiesett  | kiesett  | kiesett  |